# 콩팥
콩팥(kidney) 또는 신장(腎臟)은 어린아이 주먹보다 약간 작으며 척추동물에 있는 콩 형태의 배설 기관이다. 주된 역할은 피속에서 요소와 같은 대사산물과 미네랄을 여과하여 물과 함께 오줌으로 배출해 체내 수분량 및 체액의 항상적 균형을 유지하고 포도당(혈당)을 조절하는 것으로, 이를 내신(內腎)이라고도 한다.

## 종별 구분
콩팥은 본래 무척추동물의 신관에서 유래된 것이며, 발달 정도에 따라 전신·중신·후신으로 구분한다.
전신은 신장의 원시형으로, 모든 척추동물의 발생 초기에 나타나나, 후에 퇴화하여 중신이 생긴다. 원구류만이 일생 전신을 가지며, 어류와 양서류는 유생기에만 전신을 사용한다.
중신은 어류와 양서류에서 볼 수 있는데, 중신이 되면 신구 외에 보우만 주머니가 생겨서 사구체(모세 혈관의 덩어리)를 싸며, 이 사구체에서 노폐물을 걸러 배설강으로 배출한다. 이 때 보우만 주머니가 사구체를 둘러싸고 있는 것을 말피기소체(신소체)라고 한다.
파충류 이상의 동물에서는 중신이 퇴화하고 그 뒤쪽에 후신이 나타난다. 후신은 소위 신장으로서, 네프론(신단위)으로 이루어져 있는데, 네프론은 사구체와 그것을 둘러싸고 있는 깔때기 모양의 보우만 주머니 및 거기에 이어지는 1개의 세뇨관으로 이루어져 있다. 이 세뇨관은 나선상·헤어핀상으로 구부러져 신장의 피질과 수질에 걸쳐 분포하고, 집합관으로 합류하여 신우에 이른다. 신우로부터는 수뇨관에 의해 배출강 또는 방광, 요도를 거쳐 외계로 연결되어 있다.

## 해부학적 구조
인간의 신장은 복부의 뒷쪽 척추 양옆에 두개가 자리잡고 있다. 각 신장의 상부에는 부신이 위치한다. 복강내에서 간때문에 우신이 좌신보다 아래에 위치하고 좌신이 약간 중앙에 위치하는 좌우 불균형이 나타난다.
길이 10 cm, 너비 5 cm, 두께 3 cm 정도의 강낭콩의 모양이다.후복막에 위치하고 대략 12번 흉추와 3번 요추 사이에 있고 좌신이 약간 더 크다.
내부에는 약 100만 개의 네프론(신단위)이 밀집해 있으며, 여기에 분포하는 혈관과 함께 결합 조직의 피막으로 둘러싸여 있다. 네프론은 그 한쪽 끝에 신소체라는 구상(球狀)의 구조가 있으며, 거기에서 가늘고 긴 관(요세관)이 구불구불 뻗어 있다. 관의 말단은 다른 네프론 관과 합류하여 약간 굵은 관(집합관)이 되고, 그 말단은 신우로 열려 있다.

### 신소체
신소체(腎小體)는 지름이 0.15 ~ 0.25mm인 구체(球體)이다. 내부에는 세동맥에서 분기한 모세혈관이 실패 모양으로 들어 있으며, 이것이 이중 막으로 둘러싸여 있다.

### 요세관
신소체에서 여과된 액체는 요세관을 통과하는 사이에 그 함유 성분의 거의 대부분이 재흡수된다고 할 수 있다. 왜냐하면 신소체에서 여과되는 양은 하루에 180L가 넘는데, 하루에 배출되는 오줌의 양은 약 1.5L에 불과하다. 따라서 여과된 것의 99% 이상이 재흡수된다고 할 수 있다. 신소체에서 나온 액체는 먼저 요세관의 근위 곡부에 유입되는데, 여기에서 약 85%가 재흡수된다. 이 재흡수는 전신의 상태와 관계없이 유용한 것은 모두 받아들이기 때문에 불가피적 재흡수라고 한다. 결국 매분 약 20mL의 액체만이 먼저 보내지고, 헨레의 함정이나 원위 곡부에서 그때의 체액 성질에 대응하여 섬세한 조절이 되기 때문에 이를 선택적 재흡수라고 한다. 요세관에서 흡수되는 물질 가운데 양이 가장 많은 것은 수분이다. 따라서 신체의 수분 함유량의 조절은 신장의 중요한 기능 중의 하나이다. 기타 물질의 재흡수는 거의 세 종류로 나눌 수 있다. 첫째는 혈액 속의 농도가 일정 수준에 달할 때까지 적극적으로 흡수가 계속되는 것으로, 포도당·아미노산·비타민 C·Na+·Cl- 등 생체에 없어서는 안 되는 중요한 물질은 모두 이 유형에 속하며, 이를 고역치 물질이라 한다. 둘째는 첫 번째 정도는 아니지만 혈액 속에 있는 것이 농도가 높아도 다시 어느 정도 재흡수되는 것으로, 인산염·황산염·요산·요소 등이 여기에 속한다. 셋째는 설령 혈액 속에 있는 것이 농도가 낮아도 거의 또는 결코 재흡수되지 않는 것으로, 비역치 물질이라 한다. 여기에는 크레아티닌이나 암모니아 등이 있다. 요세관의 주된 기능은 재흡수인데, 일부 물질은 반대로 모세혈관에서 요세관 속으로 방출된다. 이것을 요세관 분비라고 한다. 수소 이온·나트륨 이온, 유기성 산이나 염기, 요소 등이 여러 부위에서 분비된다.

## 기능

### 조절
신장 자체에 갖추어져 있는 조절 능력으로, 혈압이나 혈액 상태 등에 의해 자동적으로 여과나 재흡수 정도가 미묘하게 조절되고 있다. 건강한 상태에서의 신장 기능의 조절은 자율적으로 행해진다. 체내의 수분 유지를 제어하고 적정한 수준으로 염분을 조절한다. 신장에도 교감 신경과 부교감 신경이 분포되어 있다. 교감 신경을 자극하면 오줌량이 줄어든다. 이것은 동맥이 수축하여 신소체에서의 여과량이 줄었기 때문이다. 부교감 신경의 작용은 알려진 바 없다.
조혈호르몬인 에리스로포이에틴을 비롯 Urodilantin, 비타민 D 등을 생성한다. 대부분이 원위 곡부 요세관에서의 재흡수에 관계되어 있다. 하수체 후엽 호르몬은 수분의 재흡수를 촉진시키는 작용을 한다. 부신 피질 호르몬 가운데 알드스테론은 이온 상태가 된 미네랄 재흡수를 조절한다. 상피 소체 호르몬은 인의 재흡수를 촉진한다. 그 밖에 갑상선 호르몬이나 하수체 전엽 호르몬도 관계하고 있다.

### 오줌
신진대사로 생긴 각종 대사산물을 배출한다. 단백질 대사산물인 요소, 핵산 대사산물인 요산 그리고 물을 배출한다. 오줌은 하루에 남성의 경우 약 1.5L, 여성은 약 1.2L를 배출한다. pH는 평균 6으로, 약산성이다. 정상적인 비중은 1.017-1.020으로, 요붕증(尿崩症) 등으로 인해 오줌량이 많아지면 1.005로 엷어지고, 반대로 네프로제 등으로 인해 오줌량이 줄어들면 1.030으로 높아진다. 오줌으로 배출되는 고형 성분의 양은 하루에 약 60g 정도인데, 이 양은 진한 오줌이든 묽은 오줌이든 거의 같다. 오줌의 색깔은 단백질이 분해되어 생기는 우로크롬이 함유되어 있기 때문에 노란빛을 띠고 있다.

## 같이 보기
- 신장의 오줌 생성 및 조절
- 사구체 여과율